# 십삼각형

정십삼각형

십삼각형은 기하학에서 변과 각을 열세개씩 가지는 도형을 의미한다. 정십삼각형의 한 내각의 크기는 약 152.308도이며, 모든 내각의 합은 1980도이다. 한변 a를 가지는 정십삼각형의 넓이는 다음과 같다.
{\displaystyle A={\frac {13}{4}}a^{2}\cot {\frac {\pi }{13}}\simeq 13.1858\,a^{2}.}
13은 페르마 소수는 아니지만 피어폰트 소수이므로 정십삼각형은 작도가 불가능하지만 눈금이 있는 자로는 그릴 수 있다. 이런 작도를 뉴시스 작도라고 한다.